# Mayrimunia
Mayrimunia är ett fågelsläkte i familjen astrilder inom ordningen tättingar. Släktet omfattar endast två arter som förekommer på Nya Guinea:
- Sorgmunia (M. tristissima)
- Pärlmunia (M. leucosticta)

Arterna placeras traditionellt i släktet Lonchura, men lyfts numera vanligen ut till det egna släktet Mayrimunia efter genetiska studier